# Paromala
Paromala là một chi bướm đêm thuộc họ Geometridae.